# Cyclocross-Weltmeisterschaften 1996
Die Cyclocross-Weltmeisterschaften 1996 wurden am 3. und 4. Februar in Montreuil bei Paris ausgetragen. Die Wettkämpfe fanden im Parc Montreau statt. Erstmals gab es ein U23-Wettbewerb ausgetragen, weshalb sich das Programm wieder auf zwei Tage erstreckte. Mit der endgültigen Aufhebung der Trennung zwischen Profis und Amateuren wurde das Männer-Rennen in der nun so genannten Elite-Kategorie durchgeführt.

## Ergebnisse

### Elite
| Platz | Land        | Sportler           |
| ----- | ----------- | ------------------ |
| 1     | Niederlande | Adrie van der Poel |
| 2     | Italien     | Daniele Pontoni    |
| 3     | Italien     | Luca Bramati       |

### Junioren
| Platz | Land       | Sportler                |
| ----- | ---------- | ----------------------- |
| 1     | Schweiz    | Roman Peter             |
| 2     | Spanien    | Gaizka Lejarreta Martin |
| 3     | Frankreich | Grégory Lapalud         |

### U 23
| Platz | Land       | Sportler        |
| ----- | ---------- | --------------- |
| 1     | Frankreich | Miguel Martinez |
| 2     | Schweiz    | Patrick Blum    |
| 3     | Tschechien | Zdeněk Mlynář   |